# Sedrick Barefield
Sedrick Barefield (Corona, California, 18 de noviembre de 1996) es un baloncestista estadounidense que pertenece a la plantilla del Blackwater Bossing de la PBA de Filipinas. Con 1,88 metros de estatura, juega en la posición de base.

## Trayectoria deportiva

### Universidad
Comenzó su andadura universitaria con los Mustangs de la Universidad Metodista del Sur, pero solo llegó a disputar cinco partidos, pidiendo ser transferido a los Utah de la Universidad de Utah, donde jugó tres temporadas completas, en las que promedió 12,2 puntos, 2,0 rebotes y 2,7 asistencias por partido, En su última temporada fue incluido en el mejor quinteto de la Pac-12 Conference, tras liderar a su equipo con 16,8 puntos y 3,8 asistencias por encuentro.

### Profesional
Tras no ser elegido en el draft de la NBA de 2019, jugó las Ligas de Verano de la NBA con los Atlanta Hawks, promediando 6,0 puntos y 1,0 rebotes en los dos partidos que disputó. En octubre firmó contrato con los Oklahoma City Thunder, quienes al día siguiente lo descartaron para su plantilla, pero lo asignaron a su filial en le G League, los Oklahoma City Blue. En su primera temporada promedió 9,0 puntos y 1,4 rebotes por partido.
En la temporada 2021-22, firma por el AS Apollon Patras de la A1 Ethniki griega. Sin embargo sólo jugó 3 partidos antes de ser desvinculado del equipo. Retornó a los Oklahoma City Blue para disputar el final de la temporada 2021-22 de la G League.
Siendo hijo de una mujer filipina, Barefield anunció que se presentaría al draft de la PBA de 2022, pero, al no recibir su pasaporte filipino a tiempo, finalmente no pudo hacerlo. En consecuencia fichó con los Taipei Fubon Braves para jugar en la East Asia Super League. Sin embargo, al modificarse el formato de la competición, el equipo taiwanés decidió ceder a sus jugadores extranjeros de origen asiático a otros clubes, por lo que Barefield terminó incorporándose a los Tainan TSG GhostHawks de la T1, donde sólo jugó un partido antes de rescindir su contrato.
En enero de 2023 disputó el Dubai International Basketball Championship como parte del equipo filipino Strong Group. En febrero de ese año se unió al equipo hongkonés Bay Area Dragons, haciendo su debut en la EASL. En abril fue fichado por el SLAC de Guinea para jugar en la BAL. En julio regresó a los Taipei Fubon Braves.
Se presentó al draft de 2024 de la Philippine Basketball Association, siendo elegido en el segundo puesto de la primera ronda por el Blackwater Bossing.